# Lipník (Vysočina)
Lipník é uma comuna checa localizada na região de Vysočina, distrito de Třebíč.